# Brajan Kobilka
Brajan Kent Kobilka (engl. Brian Kent Kobilka; rođen 1955) jeste američki fiziolog. Kobilka je dobitnik Nobelove nagrade za hemiju. On je profesor na departmanu za molekularnu i ćelijsku fiziologiju u Medicinskoj školi Univerziteta u Stanfordu. Takođe je koosnivač ConfometRx, biotehnološke kompanije sa fokusom na G protein spregnute receptore. Imenovan je za člana Američke nacionalne akademija nauka 2011.

## Detinjstvo i mladost
Kobilka je diplomirao biologiju i hemiju na Univerzitetu Minesote Dalut, i zaradio je svoj M.D., , u Medicinskoj školi Univerziteta u Jejlu. Nakon stažiranja interne medicine u Medicinskoj školi Univerziteta u Vašingtonu, i Barns bolnici u Sent Luisu, Kobilka je radio kao postdoktorski istraživač pod mentorstvom Roberta Lefkovica na Univerzitetu Djuk. Tamo je započeo rad na kloniranju β2-adrenergičkog receptora. Kobilka je prešao na Stanford 1989. On je bio istraživač na Medicinskom institutu Hovard Hjuz (HHMI) od 1987-2003.

## Istraživanja
Kobilka je najbolje poznat po njegovom istraživanju strukture i aktivnosti G protein spregnutih receptora (GPCR); a posebno po radu njegove laboratorije na određivanju molekularne strukture β2-adrenergičkog receptora. Taj rad je veoma visoko referenciran u publikacijama drugih naučnika, jer su GPCR receptori važni biološki ciljevi za lekove, koji su notorno teški za kristalografski rad. Pre njegovog doprinosa, rodopsin je bio jedini G protein spregnuti receptor čija struktura je bila određena sa visokom rezolucijom. Strukturi β2-adrenergičkog receptora je uskoro sledilo određivanje molekulske strukture nekoliko drugih G protein spregnutih receptora.
Kobilka je 1994. primio Džon J. Abelovu nagradu za farmakologiju Američkog društva za farmakologiju i eksperimentalne terapeutike. Renomirani žurnal Nauka je njegov rad na GPCR strukturi nominovao 2007. za „ostvarenje godine“. Taj rad je delom bio sponziran njegovom nagradom Javits neuronaučni istraživač iz 2004 koju je dodelio Nacionalni institut za neurološke poremećaje i moždani udar. On je nagrađen Nobelovom nagradom za hemiju 2012, zajedno sa Robertom Lefkovicom za njegov rad na G protein spregnutim receptorima.

## Spoljašnje veze
- Архивирано на веб-сајту  (14. октобар 2012)